# تاتسویا اوچیدا
تاتسویا اوچیدا (انگلیسی: Tatsuya Uchida؛ زادهٔ ۸ فوریهٔ ۱۹۹۲) بازیکن فوتبال اهل ژاپن است.
از باشگاه‌هایی که در آن بازی کرده‌است می‌توان به باشگاه فوتبال گامبا اوساکا اشاره کرد.
وی همچنین در تیم ملی فوتبال زیر ۱۷ سال ژاپن بازی کرده‌است.